# Republik Mahabad
Die Republik von Mahabad (offiziell Republik Kurdistan, kurdisch Komara Kurdistan, persisch جمهوری مهاباد Dschomhuri-ye Mahābād), auch Volksrepublik Mahabad genannt, war einer von drei Kurdenstaaten im 20. Jahrhundert. Er bestand für 11 Monate im Nordwesten Persiens. Mit der Republik Ararat gab es 15 Jahre vorher schon einen Versuch im Osten der Türkei, der nie international anerkannt wurde.
Die Republik Kurdistan wurde im äußersten Nordwesten des zu jenem Zeitpunkt teils von Großbritannien, teils von der Sowjetunion besetzten Irans gegründet und bestand vom 22. Januar bis zum 16. Dezember 1946. Die besonders in Europa verbreiteten Beinamen des Staates beziehen sich auf seine Hauptstadt Mahabad im heutigen Iran.

## Geschichte
Während des Zweiten Weltkrieges wurde der Westen des neutralen Irans 1941 von der Sowjetunion und Großbritannien besetzt (Anglo-sowjetische Invasion Irans). Damit sollten Versorgungswege an die Sowjetunion heran geschaffen werden. Auch sollte die Besatzung verhindern, dass Reza Schah Pahlavi sich auf die Seite der Achsenmächte stellen konnte.
Die Sowjetunion wollte in dieser Region Einfluss ausüben und suchte unter Aserbaidschanern und Kurden Leute, die sie für sich benutzen konnte. So wurden beispielsweise die Kurden dazu aufgefordert, eine neue Partei zu gründen und schließlich eine autonome Republik auszurufen. Gleiches taten die Aserbaidschaner. Dieses Ereignis ist auch als Irankrise in die Geschichte eingegangen und markiert den Beginn des Kalten Krieges.
Am 15. Dezember 1945 wurde die Volksrepublik Kurdistan in Mahabad durch Präsident Qazi Mohammed auf dem Chahar-Cheragh-Platz (Vier-Lampen-Platz) ausgerufen. Die Gründung der Volksrepublik Kurdistan erfolgte drei Tage nach der Gründung der Autonomen Republik Aserbaidschan. Das Staatsgebiet war ein länglicher Streifen auf iranischem Territorium, der sich entlang der Grenzen zum Irak und zur Türkei im Norden bis zur Sowjetunion erstreckte. Hymne des neuen Staates wurde Ey Reqîb.
Etwa zeitgleich kamen mehr als 3.000 Stammeskrieger der Barzanis aus dem Irak nach Mahabad. Sie flüchteten nach einem niedergeschlagenen Aufstand vor der irakischen Armee. Sie schlossen sich der Republik an und bildeten deren Armee. Ihr Anführer Molla Mustafa Barzani wurde zum General ernannt.
Die Hauptaufgaben der Republik waren der Aufbau und Entwicklung eines Bildungswesens und die Pflege der kurdischen Sprache und Kultur. Die Demokratische Partei Kurdistan-Iran, deren Vorsitzender Qazi Mohammed war, stellte die Regierung des Staates. Es wurde ein Parlament mit 13 Abgeordneten gebildet. Bereits im April und Mai kam es mehrfach zu Gefechten zwischen den Kurden und der iranischen Armee. Sie wurden jedoch vorerst durch einen Waffenstillstand beendet. So kam es zu Verhandlungen zwischen der iranischen Regierung und den Kurden unter Beteiligung Großbritanniens. Die Verhandlungen führten zu keinem Ergebnis, so dass iranische Truppen schließlich erneut die Stellungen der Barzanis angriffen. Nach dem Rückzug der sowjetischen Armee wurde die Republik Kurdistan am 16. Dezember 1946 von Iran erobert. Die Region ist heute Teil der iranischen Provinz West-Aserbaidschan.
Das Ergebnis des Krieges war die Zerschlagung der kurdischen Republik und die Ausschaltung ihrer Führungsschicht. Wegen „Aufruhr“ und „Hochverrat“ wurde Präsident Qazi Mohammed zum Tode verurteilt. Im Morgengrauen des 30. März 1947 wurden die Repräsentanten hingerichtet. Die kurdische Kultur wurde in der Folgezeit unterdrückt. Die Barzanis flohen über den Irak in die UdSSR.
Bis heute wird die Republik Kurdistan in allen Teilen Kurdistans als Vorbild kurdischer Selbstverwaltung gesehen und auch idealisiert. Jedoch scheiterte die Republik laut Archibald Roosevelt (Sohn des US-Präsidenten Theodore Roosevelt) daran, dass die Kurden vom Schutz der UdSSR abhängig waren. Ihnen fehlte das nötige Material, um sich zu behaupten, auch wenn es Pläne gab, die Kurden mit dem nötigen militärischen Gütern zu versorgen. Aber gerade diese engen Verbindungen zur UdSSR sorgten dafür, dass es innerhalb der Stämme eine große Opposition zur Republik gab. Diese Abneigung und Angst sorgte dafür, dass einige Stämme der Kurden sich auf die Seite der iranischen Armee schlugen und die Republik bekämpften.

## Regierung
- Präsident: Qazi Mohammed

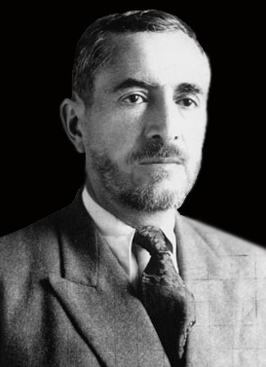
Qazi Muhammad

- Ministerpräsident: Hadschi Baba Scheich
- Kriegs- und Verteidigungsminister: Mohammed Hossein Saif Qazi
- Innenminister: Mohammed Amin Mouini
- Gesundheitsminister: Mohammed Eiubian
- Minister ohne Portefeuille: Abdul Rahman Ilchanizadeh
- Verkehrsminister: Ismail Ilchanizadeh
- Finanzminister: Ahmed Ilahi
- Minister für kulturelle Angelegenheiten: Manaf Karimi
- Landwirtschaftsminister: Mahmud Valizadeh
- Propagandaminister: Sadik Haidari
- Arbeitsminister: Khalil Khosrowi
- Justizminister: Mullah Hossein Madschi

## Fahne
Die Fahne der Republik bestand – von unten nach oben – aus den Farben grün, weiß und rot. In der Mitte war als Emblem eine Schreibfeder, die für Kultur und Wissenschaft stand, zwischen zwei Weizengarben, die für Produktion und Arbeit standen, und im Hintergrund die Sonne als Sinnbild der Freiheit. Die Fahne der Republik ähnelt der offiziellen Flagge der Autonomen Region Kurdistan (kurdisch هه‌رێمی کوردستان Herêma Kurdistan).
Eine Legende, die es um die Fahne der Republik gibt, ist, dass Qazi Mohammed vor seinem Tod die Fahne an Molla Mustafa Barzani übergab. Er bat Barzani, weiter für die Fahne zu kämpfen, und dieser nahm sie auf seinen „Langen Marsch“ mit in die UdSSR. Die Fahne befindet sich bis heute im Besitz der Familie Barzani.